# Chen Lin (Maler)
| Namen    | Namen    |
| -------- | -------- |
| Xìng 姓: | Chén 陳  |
| Míng 名: | Lín 琳   |
| Zì 字:   | Zhongmei |
| Hào 號:  |          |
| aka:     |          |
| Shì 謚:  |          |

Chen Lin (chinesisch 陳琳, Pinyin Chén Lín, W.-G. Ch'en Lin, Zì: Zhongmei; ca. 1260–1320) war ein chinesischer Landschaftsmaler der Yuan-Dynastie (1271–1368). Seine Lebensdaten sind nicht bekannt.
Chen wurde in Hangzhou in der Provinz Zhejiang geboren und erhielt Unterricht von Zhao Mengfu. Er spezialisierte sich auf Landschaften, Menschliche Figuren und Vogel-und-Blumen-Malerei.
Sein Stil ist durch dicke und kräftige Striche und leichte Farben gekennzeichnet.

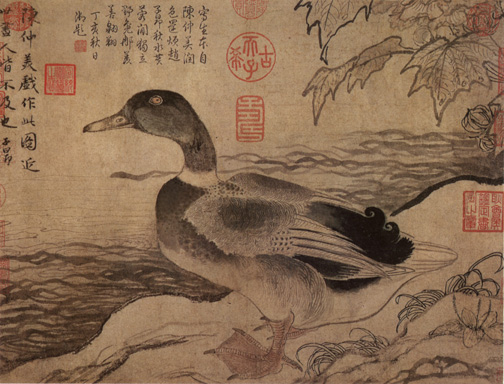
Chen Lin, Wasservogel, Nationales Palastmuseum